# Nationalpark Nam Tok Yong
Der Nationalpark Nam Tok Yong (Thai: อุทยานแห่งชาติน้ำตกโยง, RTGS: Uthayan Haeng Chat Nam Tok Yong, Yong-Wasserfall-Nationalpark) ist ein Nationalpark in der Südregion von Thailand. 
Der Park wurde am 22. Juli 1992 offiziell in der „Royal Gazette“ als der 64. Nationalparks Thailands als eröffnet erklärt.

## Geographie
Der Nationalpark liegt in den Landkreisen (Amphoe) Thung Song, Ron Phibun und Na Bon der Provinz Nakhon Si Thammarat. 
Er hat eine Fläche von 128.125 Rai, das entspricht etwa 205 km².
Im Park gibt es zahlreiche Berge, die im Durchschnitt 600 Meter hoch sind. Die Berge gehören zur Nakhon-Si-Thammarat-Bergkette, die sich von Nord nach Süd über die Malaiische Halbinsel zieht. Der höchste Berg im Park ist der 1350 Meter hohe Yod Khao Men (ยอดเขาเหมน).
Das thailändische Geological Department hat im Park zahlreiche Vorkommen von Eisen und Wolfram gefunden.

## Klima
Da der Park auf der Malaiischen Halbinsel liegt, ist er den sowohl den Sommer- als auch den Winter-Monsunwinden von beiden Seiten ausgesetzt, von der Andamanensee im Westen und dem Südchinesischen Meer im Osten. Das Wetter ist kalt von Mai bis Dezember, der Sommer liegt in den Monaten Januar bis April. Die Durchschnittstemperatur beträgt 26 °C.

## Sehenswürdigkeiten
Die Berge im Park bieten viele Aussichtspunkte (Engl.: viewpoint) mit spektakulären Ausblicken über die Umgebung. Erwähnenswert sind
- Khao Khuha Viewpoint (ยอดเขาคูหา) – auf 988 Metern der höchste Aussichtspunkt im Osten des Parks,
- Khao Ram Rom Viewpoint (ยอดเขารามโรม) – mit Ausblicken über den Dschungel am Fuße des Berges bis hin zur Küste im Osten
- Khao Men Viewpoint (ยอดเขาเหมน) – mit 1315 Metern die höchste Erhebung des Parks

In den Bergen gibt es etwa zehn größere Wasserfälle, darunter:
- Khao-Men-Wasserfall (น้ำตกเขาเหมน) – in einem schwer zugänglichen Tal gelegen, mit sechsstufigen Fällen, bei denen das Wasser jeweils aus einer Höhe von 20 Metern in einen Teich fällt.
- Plio-Wasserfall (น้ำตกปลิว) – achtstufiger Wasserfall, der als der schönste des Parks angesehen wird. Das Wasser fällt in jeder der Stufen aus einer Höhe von 15 bis 18 Metern und wird dabei vom Wind zerstäubt (pliu – ปลิว bedeutet: vom Winde verweht werden).